# Bela Rachel Wahl
Bela Rachel Sara Wahl Katzenellenbogen (geboren 1683 vermutlich in Dessau; gestorben 11. April 1756 ebenda) war die Mutter des Philosophen Moses Mendelssohn.

## Leben
Bela Rachel Sara war die Tochter der Kaufleute Saul und Sisa Wahl. Sie entstammte einer alten jüdischen Familie, zu der bedeutende Persönlichkeiten der Geschichte der Juden gehören, darunter Raschi, einer der bedeutendsten jüdischen Gelehrten des Mittelalters und der bekannteste jüdische Bibelexeget überhaupt, Moses Isserles, der Verfasser eines wichtigen Gesetzeskommentars zum Schulchan Aruch, der Oberrabbiner von Venedig und Talmudist Meir Katzenellenbogen sowie Saul Wahl (ca. 1545–1617), eine halb sagenhafte Figur, die eine Nacht lang die polnische Königskrone getragen haben soll.
Zu einem nicht bekannten Zeitpunkt heiratete sie Mendel Heymann, der als Sofer, Gemeindeschreiber und Primarschullehrer in Dessau tätig war. Über ihr Leben ist wenig bekannt. Sie wurde Mutter dreier Kinder; ihr jüngster Sohn Moses kam 1729 zur Welt. Aufgrund ihrer Armut konnten sie und ihr Mann dem kränkelnden Moses keine kostspielige Erziehung angedeihen lassen, ließen ihn aber bereits im Alter von drei Jahren von dem Dessauer Oberrabbiner David Hirschel Fraenkel unterrichten, der ihn in das tiefere Studium von Bibel, Talmud und der wichtigsten Kommentare, später auch die Werke des Maimonides etc., einführte.
Bela Rachel Heymann starb am 11. April 1756 im Alter von ca. 72 oder 73 Jahren in Dessau. Sie fand ihre letzte Ruhestätte im ältesten Teil des jüdischen Friedhofs von Dessau neben ihrer Tochter Jente und ihrem Ehemann. Die genaue Lage des Grabes ist nicht mehr bekannt; ihr Grabstein steht deshalb angelehnt an die Umfassungsmauer im älteren Teil des Friedhofs. Er trägt eine hebräische Inschrift, die vermutlich von ihrem Mann verfasst wurde, und die sie als keusch und fromm preist und ihre Tugend und Mildtätigkeit lobt. Von ihrem Grabstein wurde, wie auch vom Stein ihrer Tochter, im Mendelssohn-Jubiläumsjahr 1929 eine Kopie angefertigt. Diese Kopie steht neben dem Originalstein der Tochter auf dem Platz der im Zuge der Novemberpogrome 1938 zerstörten Trauerhalle im vorderen Friedhofsbereich.